# ناتاليا سوتريسنو
ناتاليا سوتريسنو (بالإندونيسية: Natalia Soetrisno) مواليد 9 يناير 1976، هي لاعبة كرة مضرب إندونيسية سابقة بدأت مسيرتها كمحترفة سنة 1989، اعتزلت اللعب في 1998. أعلى تصنيف لها في الفردي كان المركز الـ 284 في سنة 1994. أعلى تصنيف لها في الزوجي كان المركز الـ 265 في سنة 1994.

## روابط خارجية
- ناتاليا سوتريسنو على موقع رابطة محترفات التنس (الإنجليزية)
- ناتاليا سوتريسنو على موقع الاتحاد الدولي لكرة المضرب (الإنجليزية)
- ناتاليا سوتريسنو على موقع خلاصة التنس.كوم (الإنجليزية)